# Micrablepharus atticolus
Espèce
Micrablepharus atticolus est une espèce de sauriens de la famille des Gymnophthalmidae.

## Répartition
Cette espèce est endémique du Brésil. Elle se rencontre dans le Cerrado.
Sa présence en Bolivie est incertaine.

## Publication originale
- Rodrigues, 1996 : A new species of lizard, genus Micrablepharus (Squamata: Gymnophthalmidae), from Brazil. Herpetologica, vol. 52, no 4, p. 535-541 (texte intégral).